# Песак (Румунія)
Песак (рум. Pesac) — комуна у повіті Тіміш в Румунії. До складу комуни входить єдине село Песак.
Комуна розташована на відстані 446 км на північний захід від Бухареста, 40 км на північний захід від Тімішоари.

## Населення
У 2009 році у комуні проживали 2109 осіб.